# Ralph M. Steinman
Ralph Marvin Steinman (født 14. januar 1943, død 30. september 2011) var en canadisk immunolog og cellebiolog. Han blev 3. oktober 2011 tildelt halvdelen af Nobelprisen i fysiologi eller medicin for "sin opdagelse af dendritcellen og den rolle den spiller for immunitet". Det var en noget speciel situation, idet nobelpriserne ifølge vedtægterne ikke kan tildeles en person der er afdød. Imidlertid var Steinman død blot tre dage inden offentliggørelsen, og Nobelkomiteen var i god tro, da den udpegede Steinman som modtager. Den anden halvdel af prisen tilfaldt Bruce A. Beutler og Jules A. Hoffmann. 
Steinman var ansat ved Rockefeller University i New York, hvor han siden 1988 var professor i immunologi. Han opdagede dendritcellen i 1973 i forbindelse med sine postdoc-studier.